# Flame (finnische Band)
Flame ist eine finnische Black- und Thrash-Metal-Band aus Kuopio, die 1998 gegründet wurde.

## Geschichte
Die Band wurde 1998, zunächst als Nebenprojekt zu ihrer Gruppe Urn, von dem Gitarristen und Sänger Simo „Blackvenom“ Rouvinen und dem Schlagzeuger Mikko „Pimeä“ Äimälä gegründet. Im Januar 1999 trat der Bassist Kaitsu „Infernus“ Pekkarnen, ebenfalls ein Urn-Mitglied, der Gruppe bei. Später im Jahr wurde mit dem Gitarristen Tuomas „Crusher“ Karhunen ein weiteres Mitglied hinzugefügt. Der erste Auftritt wurde im Herbst in der Valhalla Metal Bar in Kuopio abgehalten. Im März des folgenden Jahres wurde das Demo 2000 Demo im Studio Perkele aufgenommen und später im Jahr in einer Auflage von 200 Stück veröffentlicht. Am 18. November hielt die Band einen Auftritt mit Ancient Rites in der Valhalla Metal Bar ab. Da die Band 2001 keinen Ort fand, um zu proben, verbrachte sie das Jahr damit, eine weitere Veröffentlichung zu planen. Im Sommer 2002 folgte über Iron Pegasus Records eine Split-Veröffentlichung mit Devil Lee Rot. Nachdem ein Proberaum gefunden worden war, schrieb die Gruppe an weiteren neuen Songs. 2003 plante die Band an ihrem Debütalbum, ehe sie gegen Ende des Jahres zum Trio, bestehend aus Rouvinen, Äimälä und Pekkarnen, zusammenschrumpfte. Im Januar 2004 wurde das Demo Promo 2004 aufgenommen und veröffentlicht, obwohl es ursprünglich nur als Probeaufnahme für Iron Pegasus Records gedacht sein sollte. Im Frühling 2004 wurde Material für eine Split-Veröffentlichung mit Ghastly, die A Morbid Split betitelt wurde und bei Asphyxiate Recordings erschien, und das Debütalbum im Editor’s Spermaexplosion Studio aufgenommen. Zudem wurden Konzerte abgehalten. Im Sommer wurden Songs für den Sampler Metal On Metal - Finnish Underground Metal Compilation aufgenommen, der 2005 erschien. Ebenfalls 2005 wurde das Debütalbum Into the Age of Fire über Iron Pegasus Records veröffentlicht, während weitere Konzerte gespielt wurden. Im folgenden Jahr wurde weiter geprobt und zwischendurch fanden Konzerte mit Gruppen wie Nifelheim statt. 2007 wurde das Lied Metallic Warfare für den Sampler Hellbangers: Metal Forces aufgenommen. Am 1. Juni war die Band auf dem zehnten Hellbangers Festival in Koblenz zu sehen. Vom 26. bis 28. Oktober wurde eine kleine Tournee durch Finnland mit Root und In Aeternum durchgeführt. 2008 wurde Hellbangers: Metal Forces veröffentlicht, im November des Jahres stieß Juha „Noisehunter's Ghoul“ Vainikainen als Live-Gitarrist hinzu, ehe im folgenden Jahr die Arbeiten zum zweiten Album begannen. 2011 erschien über Primitive Reaction Records das Album March into Firelands.

## Stil
Jake von metalreviews.com schrieb in seiner Rezension zu March into Firelands, dass die Band eine Mischung aus Black- und Thrash-Metal spielt. Die Gruppe sorge für Abwechslung, indem sie beide Genres von Lied zu Lied unterschiedlich stark miteinander vermische, wobei sie auch gelegentlich Death Metal mit einbringe. Flame könne jedoch nicht mit ähnlichen Bands wie Skeletonwitch oder The Wretched End konkurrieren. Memnarch von metalcrypt.com rezensierte das Album ebenfalls und stellte fest, dass die Band eine ähnliche Mischung aus Black- und Thrash-Metal spielt wie Nifelheim. Flame sei durch Bands wie Bathory, Hellhammer und Discharge beeinflusst worden. Den Gesang beschrieb er als eine Mischung aus Quorthon und Jon Nödtveidt. Im Vergleich mit Liedern von Nifelheim oder Desaster gelinge es der Band kaum, jedem Song eine eigene Identität zu verschaffen.

## Diskografie
- 1999: Rehearsal Tape (Demo, Eigenveröffentlichung)
- 2000: 2000 Demo (Demo, Eigenveröffentlichung)
- 2001: Explosion of Hell (Split mit Devil Lee Rot, Iron Pegasus Records)
- 2004: Promo 2004 (Demo, Eigenveröffentlichung)
- 2005: A Morbid Split (Split mit Ghastly, Asphyxiate Recordings)
- 2005: Into the Age of Fire (Album, Iron Pegasus Records)
- 2011: March into Firelands (Album, Primitive Reaction Records)
- 2015: Studio Perkele Sessions (EP, Helvetin Levyt)